# أنشوفة قصيرة
أنشوفة قصيرة (الاسم العلمي: Anchoa curta) (بالإنجليزية: Short anchovy)‏ هي نوع من الأسماك تتبع جنس الأنشوفة من الفصيلة البلمية.